# Шервашидзе Георгій Дмитрович

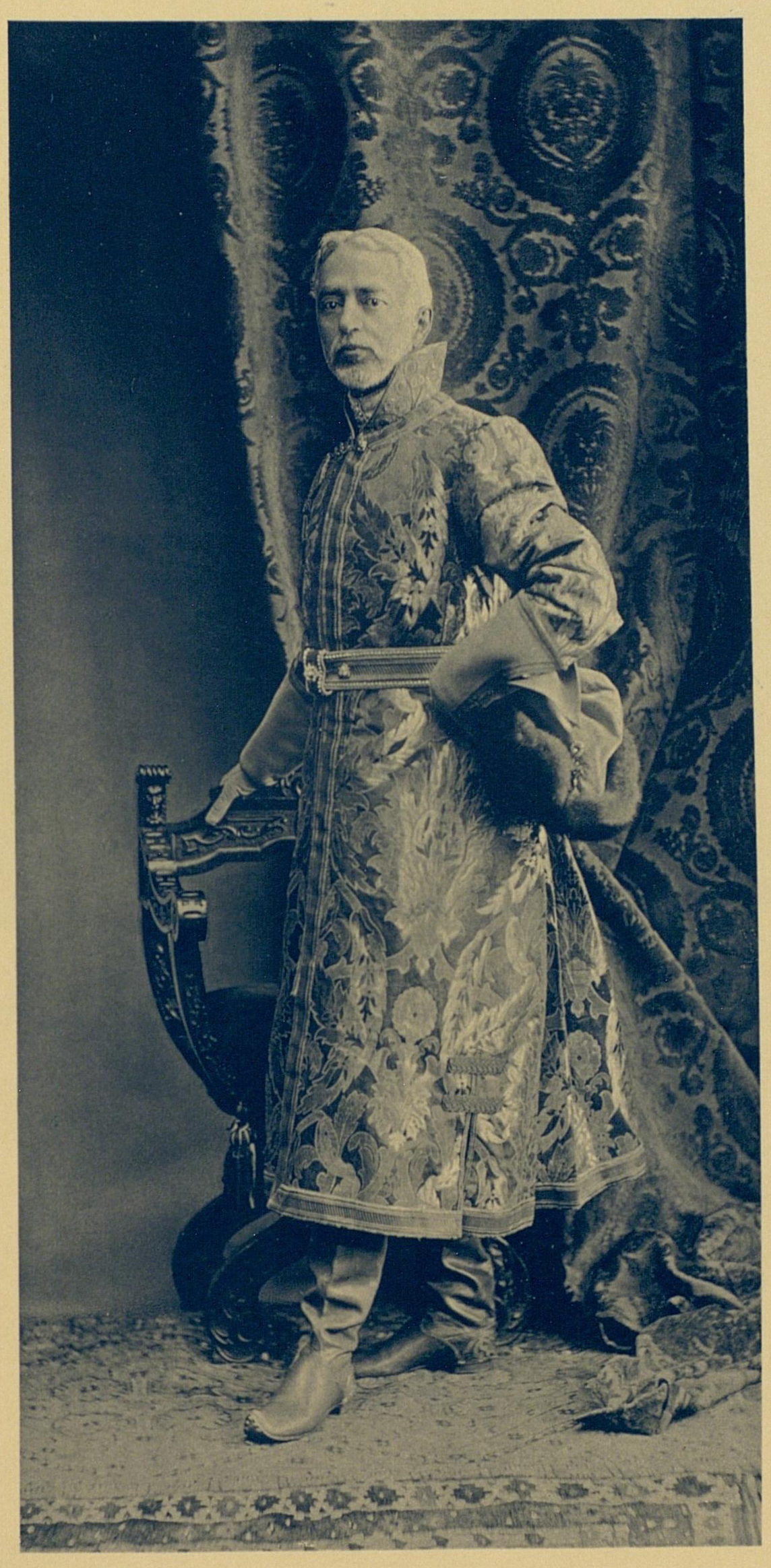
На костюмованому балу 1903 року

Князь Георгій Дмитрович Шервашидзе (Чачба) (1847–1918) — російський державний діяч, тифліський губернатор в 1889—1897. У придворному чині обергофмейстера був у числі перших чинів Імператорського двору

## Життєпис
Походив з дому можновладних князів Абхазії Шервашидзе (Чачба). Праонук Келеш Ахмед-бея, мтаварі Абхазії. Був сином князя Сеїт-бея (у хрещенні Дмитро Хасанович) Шервашидзе (1818—1858) і дочки володаря Мегрелії Левана V Дадиани — княжни Катерини Дадіани (1820—1849).
Виховувався в родині Колюбакіна. У 1858 назначений в пансіонат в Петербурзі.
З 1865 навчався на юридичному факультеті Московського університету і успішно закінчив його в 1869.
Після навчання перебував на державній службі в Тифлісі, в чині титулярного радника на посаді чиновника особливих доручень при начальнику Головного управління Кавказького намісництва. Учасник російсько-турецької війни 1877—1878 років .
У 1883 призначений віце-губернатором, а в 1889 губернатором Тифліської губернії. Обіймав цю посаду до 1897, маючи звання камергера і чин дійсного статського радника.
У 1888 під час приїзду імператора Олександра III в Новий Афон імператриця Марія Федорівна звернула увагу на Шервашидзе, що привело його згодом до двору.
З листопада 1899 перебував при Марії Федорівні на посаді обер-гофмейстера (завідував двором імператриці), в 1905—1913 завідував канцелярією імператриці. Про вплив його при дворі свідчить граф С. Ю. Вітте, який називав його своїм «великим приятелем» і вказував на випадки, коли Георгій Шервашидзе надавав йому послуги з посередництва в переговорах з імператрицею.
Був членом кавказького суспільства сільського господарства, інших громадських організацій. Відіграв значну роль у відкритті в Грузії народних шкіл, поширення культури. Свою унікальну бібліотеку передав в дар Тбіліському університету.
Помер 26 березня 1918 до Ялті.

## Родина
Одружений з баронесою Марією Олександрівною Ніколаї (1859-27.03.1919), донькою міністра народної освіти, барона Олександра Павловича Ніколаї і княжни Софії Олександрівни Чавчавадзе. У цьому шлюбі народився син князь Дмитро Георгійович Шервашидзе (1880—1937), предводитель дворянства Свенцянского повіту Віленської губернії, з 1914 — ставропольський, а з 1916 — вітебський віце-губернатор.
В. С. Пікуль в романі " Нечиста сила " вважав, що він був морганатичним чоловіком імператриці Марії Федорівни.